# ISO 3166-2:MH
Kódy ISO 3166-2 pro Marshallovy ostrovy identifikují 24 správních obvodů a 2 řetězy ostrovů (stav v roce 2015). První část (MH) je mezinárodní kód pro Marshallovy ostrovy, druhá část sestává ze tří písmen identifikujících obvod.

## Seznam kódů
```
MH-L ostrovní řetězec Ralik
MH-T ostrovní řetězec Ratak
MH-ALK Ailuk
MH-ALL Ailinglapalap
MH-ARN Arno
MH-AUR Aur
MH-EBO Ebon
MH-ENI Eniwetok
MH-JAL Jaluit
MH-KIL Kili
MH-KWA Kwajalein
MH-LAE Lae
MH-LIB Lib
MH-LIK Likiep
MH-MAJ Majuro
MH-MAL Maloelap
MH-MEJ Mejit
MH-MIL Mili
MH-NMK Namorik
MH-NMU Namu
MH-RON Rongelap
MH-UJA Ujae
MH-UJL Ujelang
MH-UTI Utirik
MH-WTJ Wotje
MH-WTN Wotho
```